# Åtemjaure
Åtemjaure är en sjö i Jokkmokks kommun i Lappland och ingår i Luleälvens huvudavrinningsområde. Sjön har en area på 1,99 kvadratkilometer och ligger 279,1 meter över havet.

## Delavrinningsområde
Åtemjaure ingår i det delavrinningsområde (740797-165951) som SMHI kallar för Utloppet av Åtemjaure. Medelhöjden är 294 meter över havet och ytan är 11,32 kvadratkilometer. Det finns inga avrinningsområden uppströms utan avrinningsområdet är högsta punkten. Vattendraget som avvattnar avrinningsområdet har biflödesordning 4, vilket innebär att vattnet flödar genom totalt 4 vattendrag innan det når havet efter 203 kilometer. Avrinningsområdet består mestadels av skog (59 procent) och sankmarker (23 procent). Avrinningsområdet har 1,99 kvadratkilometer vattenytor vilket ger det en sjöprocent på 17,6 procent.